# Queen

Logotyp zespołu

Queen – brytyjski zespół rockowy utworzony w 1970 w Londynie przez Briana Maya, Rogera Taylora i Freddiego Mercury’ego. Basista John Deacon dołączył do grupy rok później.
Muzyka Queen odznacza się różnorodnością brzmienia, sprawiającą, że zespół trudno jest przypisać do konkretnego stylu. Większość utworów nosi cechy rocka i jego odmian (hard rock, art rock, rock progresywny) oraz, w pewnym stopniu, muzyki pop. Charakterystyczną cechą zespołu był oryginalny wokal Mercury’ego, wielowarstwowe aranżacje oraz harmonie wokalne wykonywane przez Mercury’ego, Maya i Taylora, ale też aktywny udział publiczności podczas koncertów.
W 2001 grupa została wprowadzona do Rock and Roll Hall of Fame w USA, a w 2004 do Hall of Fame w Wielkiej Brytanii. W 2007 zespół został wybrany najlepszą brytyjską grupą wszech czasów przez słuchaczy BBC Radio 2. Zespół do 2011 sprzedał ponad 100 mln albumów na świecie.

## Muzycy
Queen przez cały okres swej aktywności zachował stabilność składu. Nie licząc zmian na stanowisku basisty na samym początku działalności zespołu (przed dołączeniem Deacona do grupy basistami byli m.in. Mike Grose oraz Barry Mitchell, jednak w tym składzie zespół nie dokonał żadnych nagrań ani nie dał ważniejszych koncertów), skład kształtował się następująco:
- John Deacon – gitara basowa, instrumenty klawiszowe (w zespole od 1971, formalnie nadal jest jego członkiem, jednak zawiesił swą czynną działalność w 1997)
- Brian May – gitary, śpiew, instrumenty klawiszowe
- Freddie Mercury – śpiew, gitara, instrumenty klawiszowe (zmarł w 1991)
- Roger Taylor – perkusja, śpiew, instrumenty perkusyjne, instrumenty klawiszowe, gitara

Mimo śmierci Mercury’ego (24 listopada 1991) zespół kontynuował działalność. W latach 2004–2009 Brian May i Roger Taylor współpracowali z Paulem Rodgersem i działali pod szyldem Queen + Paul Rodgers. Rodgers nie był jednak formalnym członkiem Queen. Od 2012 muzycy współpracują z Adamem Lambertem i występują pod szyldem Queen + Adam Lambert.

### John Deacon
John Richard Deacon (ur. 1951) jest najmłodszym członkiem zespołu i wstąpił do niego najpóźniej (1971). Z wykształcenia jest elektronikiem. Przed Deaconem zespół współpracował z kilkoma basistami – Mike Grose (zagrali trzy koncerty), Barry Mitchell (dziewięć koncertów), Doug Bogie (dwa koncerty). Po raz pierwszy wystąpili z Deaconem 2 lipca 1971. Brian May wspominał później: Czuliśmy, że jest on tym właściwym, chociaż był taki spokojny. Prawie wcale się do nas nie odzywał!.
Deacon jest autorem kilku utworów Queen: „You’re My Best Friend”, „Spread Your Wings”, „Another One Bites the Dust”, „I Want to Break Free” oraz „Friends Will Be Friends”, który napisał wspólnie z Freddiem Mercurym. Jest też konstruktorem wzmacniacza Deacy Amp, którego Brian May używał przez cały okres swojej kariery muzycznej. Współpracował gościnnie m.in. z Anitą Dobson, Cozym Powellem, Eltonem Johnem, a także przy solowych projektach pozostałych członków Queen.
Po śmierci Mercury’ego coraz rzadziej brał udział w projektach związanych z Queen, w końcu wycofując się całkowicie z branży muzycznej po wydaniu Made in Heaven w 1995. Zgodził się jednak na wspólne nagranie utworu „No-One but You (Only the Good Die Young)” z pozostałymi członkami zespołu w 1997. Ostatni raz wystąpił publicznie 17 stycznia 1997 w Paryżu na gali Maurice’a Bejarta wykonując „The Show Must Go On” z Eltonem Johnem.

### Brian May
Brian Harold May (ur. 1947) rozpoczął karierę muzyczną w wieku 15 lat od grania w lokalnych zespołach. Rok później rozpoczął wraz z ojcem budowę swojej własnej gitary, Red Special. W 1967 rozpoczął studia na wydziale fizyki w Imperial College w Londynie. Na uczelni poznał Tima Staffella i Rogera Taylora, z którymi założył zespół Smile. Grupa rozpadła się po wydaniu jednego singla, ale Staffell przed swoim odejściem poznał Maya i Taylora z Mercurym i ta trójka wkrótce potem założyła Queen.
May jest autorem przebojów: „We Will Rock You”, „The Show Must Go On”, „I Want It All”, „Who Wants to Live Forever”, „Save Me”. Po śmierci Mercury’ego poświęcił się karierze solowej, ale angażował się również w projekty związane z Queen (w tym prace nad albumem Made in Heaven), a w latach 2005–2008 występował z Rogerem Taylorem i Paulem Rodgersem pod szyldem Queen + Paul Rodgers. Jest doktorem astronomii i komandorem Orderu Imperium Brytyjskiego.

### Freddie Mercury
Farrokh (Frederick) Bulsara (1946–1991) był absolwentem studiów plastycznych w Ealing College of Art. Jednymi z jego pierwszych zespołów były: Sour Milk Sea i Wreckage. Później wraz z Mayem i Taylorem stworzył zespół Queen, a wkrótce potem zmienił nazwisko na Freddie Mercury. To on był pomysłodawcą nazwy, zaprojektował logo i wyznaczył kierunek artystyczny, w którym zespół miał się rozwijać.
Był autorem m.in. przebojów: „Killer Queen”, „Bohemian Rhapsody”, „We Are the Champions”, „Crazy Little Thing Called Love”, „Somebody to Love” i „Don’t Stop Me Now”. Oprócz występów z Queen prowadził działalność solową, m.in. nagrał album Mr. Bad Guy oraz współpracował z innymi artystami, np. ze śpiewaczką operową Montserrat Caballé, z którą nagrał album pt. Barcelona. Pod koniec lat 80. badanie wykazało, że jest zarażony wirusem HIV, jednak mimo choroby pracował nad nowym materiałem Queen. Zmarł 24 listopada 1991.

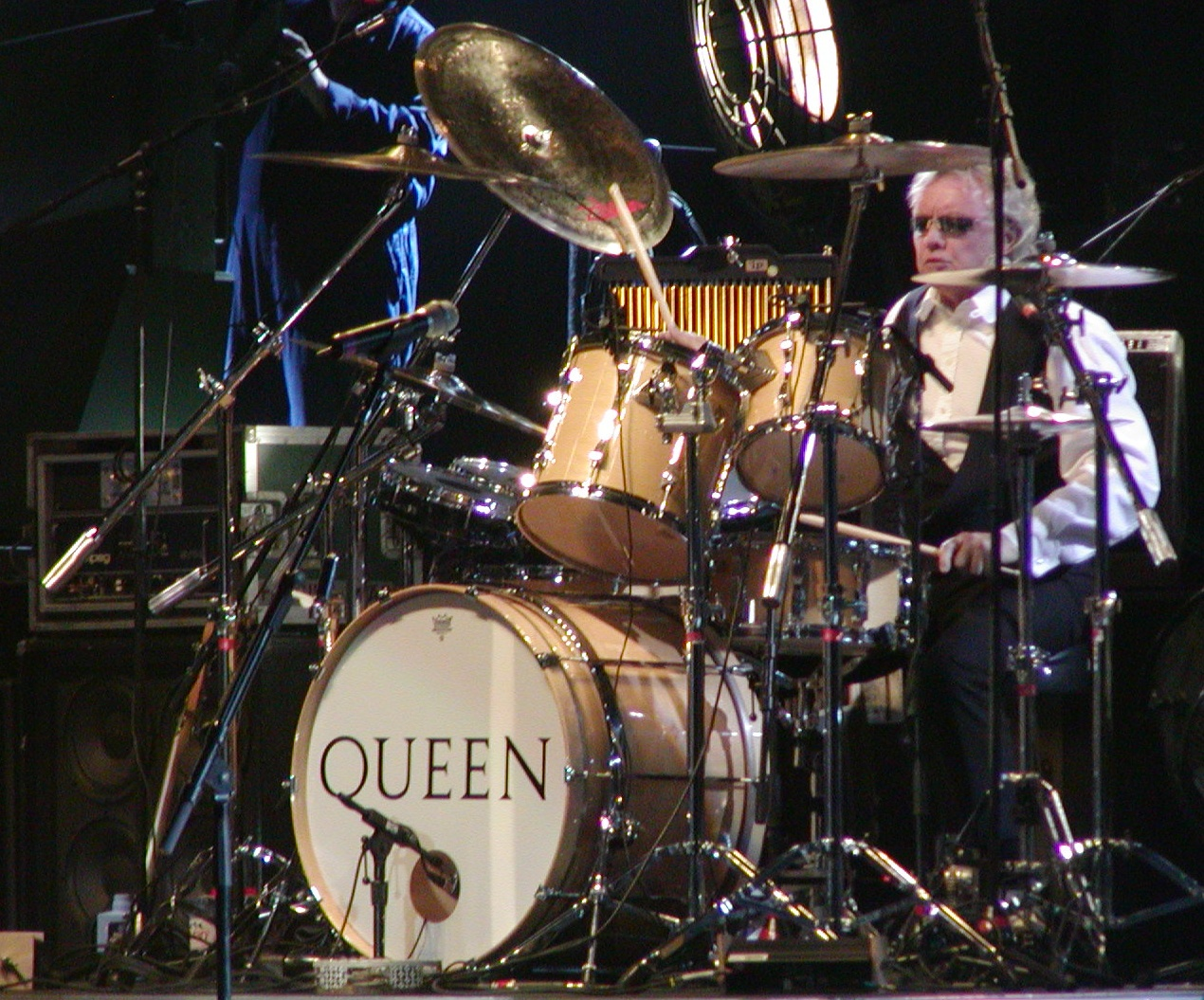
Roger Taylor (2005)

### Roger Taylor
Roger Meddows-Taylor (ur. 1949) początkowo zamierzał zostać gitarzystą, dopiero później zainteresował się perkusją. Studiował stomatologię, później przeniósł się na wydział biologiczny Imperial College. Odpowiedział na ogłoszenie Maya (poszukującego chętnych do współpracy w zespole) tuż po Staffellu.
Roger napisał następujące utwory Queen: „Radio Ga Ga”, „A Kind of Magic”, „Breakthru”, „The Invisible Man” i „These Are the Days of Our Lives”. Od 1981 nagrywał też solowe albumy, a w 1987 założył własny zespół, The Cross, w którym był wokalistą i gitarzystą (z repertuaru tej grupy pochodzi utwór „Heaven for Everyone”, który później stał się znany w wykonaniu Queen). W latach 2005–2008, podobnie jak May, występował jako Queen + Paul Rodgers.

## Historia

### Smile (1968–1970)
W 1968 Brian May, wówczas student Imperial College w Londynie, skompletował skład zespołu Smile poprzez uczelnianą tablicę ogłoszeń. Głównym wokalistą i basistą został Tim Staffell, a perkusistą – Roger Taylor. Grupa grała głównie w pubach i college’ach.
Smile podpisał jednorazową, niekorzystną umowę z wytwórnią Mercury Records. Efektem było wydanie singla Earth, który jednak ukazał się tylko w Stanach Zjednoczonych (gdzie zespół był praktycznie nieznany), a jego premiery nie poprzedziła żadna promocja. Po komercyjnej porażce singla Staffell odszedł do zespołu Humpy Bong, a May i Taylor wkrótce później rozpoczęli współpracę ze współlokatorem Staffella – wokalistą Farrokhem Bulsarą, który później przybrał pseudonim Freddie Mercury.
Kilka utworów Smile zostało w późniejszym okresie nagranych ponownie przez Queen, w tym „Doin’ All Right”, umieszczony na albumie Queen.

### Początki (1970–1973)
Zespół został założony w 1970, gdy do Rogera Taylora i Briana Maya, wówczas członków rozpadającej się formacji Smile, dołączył Freddie Mercury. Czwartym stałym członkiem zespołu został w 1971 John Deacon. Mimo początkowej niechęci i obaw o nieprzyjęcie jej przez fanów, zespół przyjął zaproponowaną przez Mercury’ego nazwę Queen, która nawiązywała do slangowego określenia homoseksualisty.

Wymyśliłem nazwę „Queen”. To tylko nazwa, ale jest królewska i brzmi wspaniale. Lubię otaczać się wspaniałymi rzeczami.

Pierwszy występ Queen odbył się w czerwcu 1971, pierwszym wykonanym utworem, zgodnie ze słowami Mercury’ego, był „Stone Cold Crazy”, a prace nad pierwszymi nagraniami studyjnymi rozpoczęły się w 1972, gdy zespół otrzymał propozycję przetestowania wyposażenia nowego studia De Lane Lea. Powstałe wtedy wersje demo utworów nie zainteresowały żadnej wytwórni, ale pracownicy studia – Roy Thomas Baker i John Anthony – namówili swoich szefów do współpracy z zespołem.

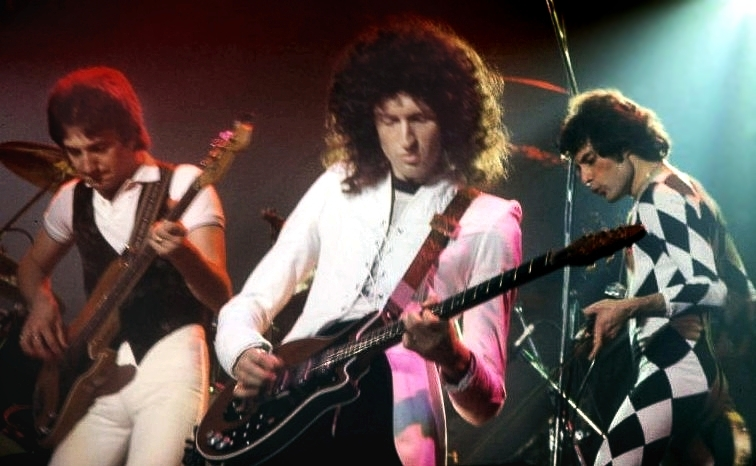
Queen podczas koncertu w 1977. Od lewej: Deacon, May, Mercury

Mimo że Queen mógł korzystać ze studia tylko wtedy, gdy nie pracował w nim żaden inny zespół, udało się przygotować materiał na pierwszy album i podpisać umowę z przedstawicielami EMI. 9 kwietnia 1973 muzycy zagrali pokazowy koncert w The Marquee w Londynie. Na tym i na wcześniejszych koncertach wykonywali niewiele własnych kompozycji, preferując znane utwory innych artystów, w tym „Jailhouse Rock”, „Be-Bop-A-Lula” czy „Big Spender”. W czerwcu, pod nazwą Larry Lurex, nagrali eksperymentalny singiel zawierający dwa utwory: „I Can Hear Music” (oryginalnie wykonywany przez The Beach Boys) oraz „Goin’ Back” (autorstwa Gerry’ego Goffina i Carole King, oryginalnie wykonywany przez Dusty Springfield). Debiutancki singiel jako Queen – „Keep Yourself Alive” – wydali w lipcu 1973, a wkrótce potem zaprezentowali pierwszy album, zatytułowany po prostu Queen. Wyruszyli też w trasę koncertową Queen Tour jako support dla Mott The Hoople.
Drugi album został wydany w marcu 1974. Zanim zdecydowano się na nazwę Queen II, zespół rozważał kilka innych pomysłów, w tym Over the Top. Po raz pierwszy od swojego powstania zespół mógł korzystać ze studia nagraniowego w dowolnej porze, jednak kryzys naftowy 1973 i związane z nim, wprowadzone przez brytyjski rząd, ograniczenia zużycia energii doprowadziły do opóźnienia nagrań. Pomysł na okładkę został zainspirowany, jak twierdził Mercury, fotografią Marleny Dietrich, a zrealizowany przez Micka Rocka – zdjęcie to stało się później słynne, gdy zespół „ożywił” je w teledysku do „Bohemian Rhapsody”. W oryginalnym wydaniu płyta była podzielona na stronę Białą i Czarną, zamiast standardowego podziału na strony A i B. Na stronie Białej znalazły się kompozycje Maya i Taylora, a na Czarnej – Mercury’ego. Album był promowany przez singiel „Seven Seas of Rhye” – rozwinięcie instrumentalnego utworu o tym samym tytule z pierwszej płyty.
Trasa koncertowa Queen II Tour rozpoczęła się w marcu 1974. Zespół tym razem był główną gwiazdą koncertów, z których jeden odbył się w Rainbow Theatre. Niektóre z wykonywanych na żywo utworów („Procession”, „Father to Son”, „Ogre Battle”) były grane już w 1973 podczas pierwszych zagranicznych występów grupy: w Niemczech, Luksemburgu oraz na Sunbury Music Festival w Melbourne. Natomiast skróconą wersję „The March of the Black Queen” włączono dopiero później do programu trasy Sheer Heart Attack Tour. Podczas drugiego etapu trasy Queen II Tour, który miał miejsce w Stanach Zjednoczonych, zespół ponownie towarzyszył Mott The Hoople.

### Przełom (1974–1979)
Punktem zwrotnym kariery Queen był singiel „Killer Queen” (napisany, jak twierdził Mercury, w jedną noc), promujący następny album, Sheer Heart Attack. Od tej pory popularność zespołu rosła gwałtownie, zwłaszcza w Japonii, gdzie nowy album trafił na pierwsze miejsce w zestawieniach. Sheer Heart Attack stanowił przełom w muzycznym stylu Queen – o ile wcześniejsze albumy miały wyraźne cechy rocka progresywnego, na tym albumie znalazła się muzyka lżejsza i łatwiejsza w odbiorze. Jeden z koncertów Queen w Rainbow Theatre w Londynie został zarejestrowany na kasecie wideo, wydanej później pod tytułem Live at the Rainbow.
W 1975 Queen ruszył w trasę koncertową po Stanach Zjednoczonych i Japonii. W sierpniu zespół zerwał kontrakt z firmą Trident, skarżąc się na zbyt niskie udziały w zyskach – mieli zarabiać jedynie 75 funtów tygodniowo. Nowym menedżerem zespołu został John Reid, znany do tej pory ze współpracy z Eltonem Johnem. W tym samym roku Queen nagrał i wydał album pt. A Night at the Opera, który wyprodukował im Roy Thomas Baker. Płytę charakteryzowała jeszcze większa różnorodność stylów muzycznych oraz eksperymentów z różnymi technikami nagrywania. Przyniosło też zespołowi długo oczekiwany sukces komercyjny – również w rodzimej Wielkiej Brytanii, gdzie singiel „Bohemian Rhapsody” trafił na pierwsze miejsce list przebojów i pozostał na nim przez dziewięć tygodni. Do „Bohemian Rhapsody” nakręcono też pierwszy na świecie teledysk promocyjny – powstał on w cztery godziny w Elstree Film Studios i kosztował 4,5 tys. funtów.

Wiele osób nie zaakceptowało „Bohemian Rhapsody”, ale pokażcie mi choć jeden zespół, który nagrał sinigel operowy!

Podczas prób przed nagraniem kolejnej płyty zrealizowali teledysk do singla „You’re My Best Friend” z albumu A Night at the Opera. W lipcu 1976 rozpoczęli sesje nagraniowe do nowej płyty, którą po raz pierwszy wyprodukowali samodzielnie (z pomocą inżyniera dźwięku Mike’a Stone’a), gdyż Roy Thomas Baker (producent poprzedniego krążka) zakończył z nimi współpracę. W tym okresie cały czas koncertowali, a na ich wrześniowym występie w Hyde Parku w Londynie pojawiło się 150 tys. fanów. W listopadzie zakończyli nagrania płyty i wypuścili do sprzedaży pierwszy singiel – „Somebody to Love”, do którego nakręcili teledysk. Album pt. A Day at the Races wydali w grudniu 1976, a zarówno okładka, utrzymana w kolorystyce odwrotnej niż poprzedni album, jak i nawiązujący do tego ostatniego tytuł (będący zarazem tytułem filmu braci Marx) mogą sugerować, że jest to kontynuacja A Night at the Opera. Najbardziej znane przeboje z tego albumu to zainspirowany stylem gospel utwór „Somebody to Love” oraz hardrockowy „Tie Your Mother Down” – utwór, który od tej pory stał się żelaznym punktem koncertów.

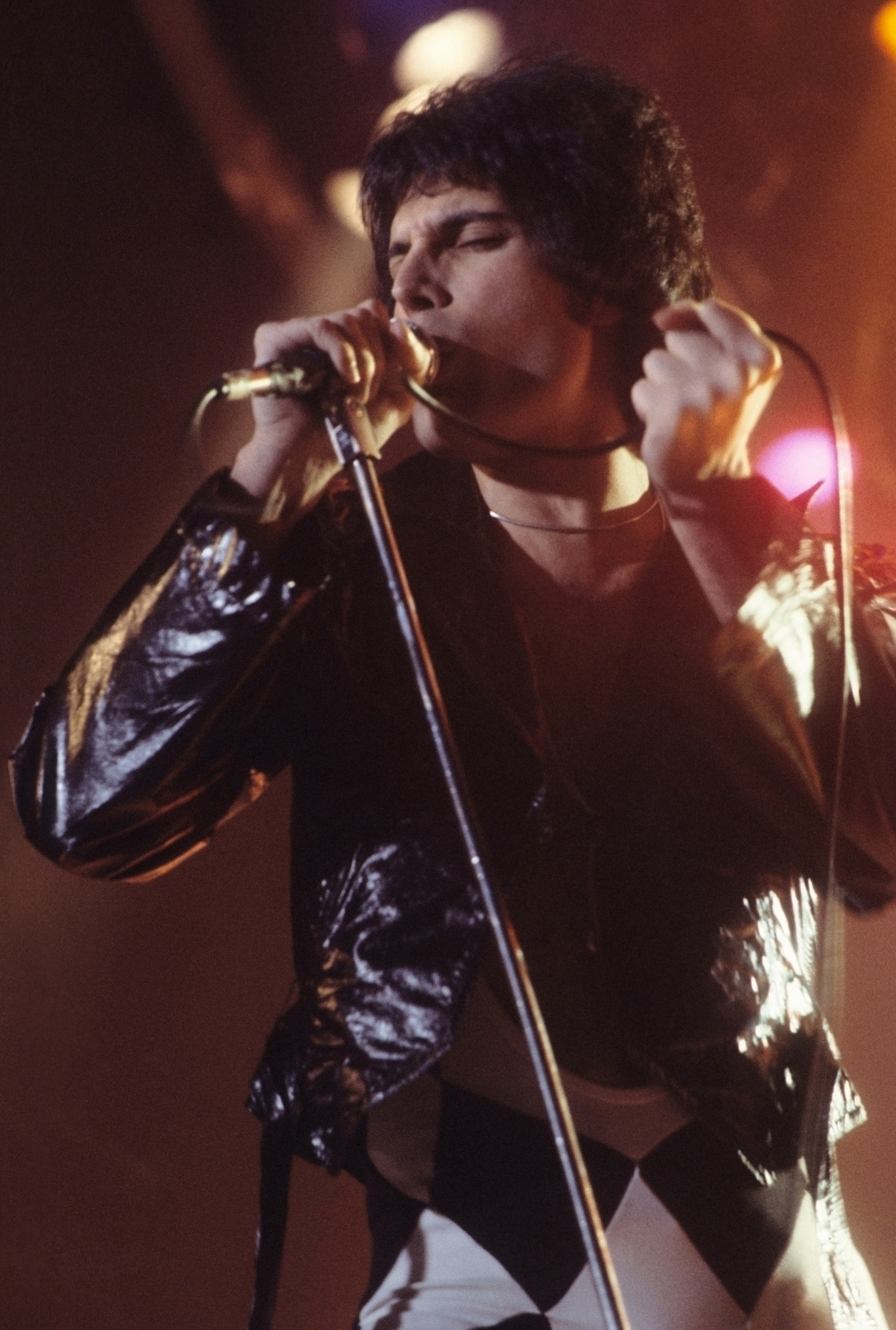
Freddie Mercury w 1977

Między lipcem a wrześniem 1977, tj. w przerwie między trasami A Day at the Races Tour (zakończoną w czerwcu) i promującą nowy album News of the World Tour (rozpoczętą w listopadzie), muzycy nagrali i wydali album pt. News of the World, który wziął swą nazwę od brytyjskiego tabloidu. Płyta różniła się od wcześniejszych dwukrotnie krótszą sesją nagraniową, co zaowocowało surowszym brzmieniem, zwłaszcza w zarejestrowanej w pierwszym podejściu kompozycji Maya „Sleeping on the Sidewalk”. W dwóch utworach – „Fight from the Inside” i „Sheer Heart Attack” – Roger Taylor zagrał nie tylko na perkusji, ale też na gitarze rytmicznej i basowej, a w tym pierwszym był również głównym wokalistą. Album odniósł sukces na całym świecie, zwłaszcza w Stanach Zjednoczonych, gdzie uzyskał status poczwórnej platynowej płyty, podczas gdy w Wielkiej Brytanii – podwójnej platynowej płyty. Prawie wszystkie utwory z płyty były wykonywane na żywo (jedyne wyjątki to „All Dead, All Dead”, „Who Needs You” oraz „Fight from the Inside”), natomiast dwa z nich – „We Will Rock You” i „We Are the Champions” – grane były odtąd na każdym koncercie zespołu. Ostatnia para piosenek została też wydana na singlu (tzw. podwójna strona A) i stała się przebojami często odtwarzanymi i śpiewanymi m.in. na dużych imprezach sportowych.
By uniknąć płacenia wysokich podatków wprowadzony przez brytyjski rząd, muzycy w 1978 wyjechali do Montreux, gdzie w wykupionym przez nich Mountain Studios nagrali część materiału na album pt. Jazz, którą dokończyli w studiu Super Bear w Berre-les-Alpes na południu Francji. Przy produkcji płyty pomagał im Roy Thomas Baker. Wbrew nazwie, na płycie zachowali rockowe brzmienie z charakterystyczną dla nich różnorodnością kompozycji. Krytycy, m.in. Mitchell Cohen z miesięcznika „Creem”, nie potrafili zrozumieć, dlaczego album o takim tytule nie ma nic wspólnego z jazzem, z kolei redakcja magazynu „Rolling Stone” określiła zespół mianem aroganckiego, otwierający utwór „Mustapha” nazwał parodią wrzasku muezzina, „Let Me Entertain You” – bezwstydnym (ponieważ jest w nim wers o sprzedawaniu swojego ciała na scenie), a „Fat Bottomed Girls” oskarżył o propagowanie seksizmu. Zespół podsycił kontrowersje wokół płyty, nagrywając na stadionie Wimbledon teledysk, w którym kilkadziesiąt nagich kobiet ściga się na rowerach. Wideoklip został wykorzystany do promocji podwójnego singla „Fat Bottomed Girls / Bicycle Race”, który mimo opinii krytyków uzyskał status złotej płyty, podobnie jak cały album, podczas gdy singel „Don’t Stop Me Now” zapewnił grupie status srebrnej płyty. Jesienią 1978 muzycy rozpoczęli amerykańską trasę trasy koncertowej Jazz Tour.
W 1979 po raz pierwszy od momentu debiutu nie wydali nowego albumu, za to przez większość pierwszej połowy roku grali koncerty w ramach europejskiej części trasy Jazz Tour. Wybrane występy zostały utrwalone na wideo i wydane w postaci albumu koncertowego pt. Live Killers, który wzbudził pewne kontrowersje ze względu na niską jakość techniczną nagrań, jak również fakt, że znalazło się wśród nich koncertowe wykonanie „Bohemian Rhapsody” w znacznej części odtworzone z taśmy. W tym okresie grupa zmieniła swój sceniczny wizerunek, rezygnując z kostiumów w stylu glam i zastępując je skórzanymi kurtkami i dżinsami. Zatrudniono Reinholda Macka (dotychczasowego inżyniera) jako współproducenta, a ponieważ równocześnie John Reid zrezygnował z funkcji menedżera, zespół postanowił od tej pory samodzielnie zajmować się sprawami biznesowymi (szczególnie utalentowany w tej dziedzinie okazał się John Deacon).
W czerwcu i lipcu 1979 w studiu Musicland w Monachium nagrali cztery utwory na nowy album, m.in. singiel „Crazy Little Thing Called Love”, do którego nakręcili teledysk i który cieszył się popularnością w USA, docierając do pierwszego miejsca na liście przebojów. Pod koniec roku rozpoczęli krótką trasę koncertową Crazy Tour. 26 grudnia 1979 w Hammersmith Odeon w Londynie zagrali ostatni koncert w ramach z trasy, a zyski z występu przeznaczyli na rzecz narodu Kampuczy.

### Era syntezatorów (1980–1984)
Między lutym a majem 1980 w studiu Musicland w Monachium zrealizowali drugą część nagrań na nowy album pt. The Game. Był to ich pierwszy album, na którym wykorzystali syntezatory (w trzech utworach). Na płycie znalazły się głównie popowe piosenki. Drugi singiel z płyty – „Another One Bites the Dust” stał się ogólnoświatowym przebojem, ale największy sukces odniósł w Stanach Zjednoczonych, gdzie dotarł do pierwszego miejsca na listach przebojów. Piosenkę stworzył John Deacon, który charakterystyczną linię basu oparł na stylu spopularyzowanym przez amerykańską grupę Chic. Powodzenie tego utworu zapewniło muzyce Queen obecność w środowiskach kojarzonych raczej z „czarnym” funkiem oraz rhythm and bluesem, a sama piosenka została wybrana na hymn drużyny piłkarskiej Detroit Tigers. W teledysku do „Play the Game” Mercury po raz pierwszy wystąpił publicznie z wąsami, co spotykało się z gwałtowną krytyką ze strony fanów. Natomiast teledysk do „Save Me”, kolejnego singla z albumu, był jednym z pierwszych na świecie, w których wykorzystano animację. W tym samym roku zespół wziął udział w jeszcze jednym projekcie – nagrał ścieżkę dźwiękową do filmu Flash Gordon, po czym wydał ją jako samodzielny album. Z powodu równoczesnej pracy nad dwoma albumami i tras koncertowych wydanie pierwszego albumu kompilacyjnego w karierze zespołu przełożono na następny rok. Inaczej niż zwykle do tej pory w podobnych przypadkach, zespół miał całkowitą swobodę w tworzeniu muzyki do filmu. Gitarzysta o motywacji do tego przedsięwzięcia:

Obejrzeliśmy 20 minut skończonego filmu i uznaliśmy go za bardzo dobry... Chcieliśmy skomponować coś, co mogłoby żyć własnym życiem, a nie służyć jedynie jako tło dla akcji.

9 grudnia 1980, podczas koncertu na Wembley Queen wykonał utwór Johna Lennona, który dzień wcześniej zginął zastrzelony przez psychopatę. W 1981 muzycy koncertowali, jako pierwszy znany zespół rockowy, w Ameryce Południowej. Pierwszy z występów w Argentynie i Brazylii w ramach trasy Gluttons for Punishment przyciągnął ponad 500 tys. fanów (z czego 251 tys. słuchaczy obejrzało dwa występy na stadionie Morumbi w São Paulo), a koszty koncertów wyniosły 25 tys. funtów dziennie. Zespół był później krytykowany za tę trasę – wówczas w Argentynie władzę sprawowała junta, która kilka miesięcy później doprowadziła do wojny o Falklandy. Muzycy byli jednak zadowoleni z gorącego przyjęcia przez fanów i zignorowali te opinie, deklarując apolityczność. Roger Taylor powiedział później: Nie graliśmy dla rządu, graliśmy dla mnóstwa zwykłych Argentyńczyków, oraz: W Argentynie byliśmy zespołem numer jeden, gdy wybuchła ta głupia wojna i było nam tam wspaniale. To tylko dowodzi, jak niezwykle uniwersalna i ponadnarodowa jest muzyka. W tym samym roku ukazał się pierwszy album kompilacyjny Queen – Greatest Hits, a równocześnie wydano też Greatest Flix (kompilację teledysków) oraz Greatest Pix – książkę z artykułami o zespole oraz ze zdjęciami. W Polsce, Danii, Niemczech Zachodnich i Japonii wydano też składankowy album Queen 1973 – 1981, zawierający 15 wybranych utworów wyselekcjonowanych od albumu Queen do Flash Gordon; nagrania z płyt poddano obróbce cyfrowej. W lipcu, podczas spontanicznych prób z Davidem Bowie (w ramach sesji nagraniowych do nowego albumu Queen) zrealizowali utwór „Under Pressure”, który jako druga piosenka Queen dotarł do pierwszego miejsca na brytyjskiej liście przebojów. Roger Taylor wydał natomiast swój pierwszy solowy album, Fun in Space. Freddie Mercury za to wziął udział w nagraniach z Michaelem Jacksonem, z którym zarejestrował kilka utworów (dotychczas oficjalnie został opublikowany tylko jeden – „There Must Be More to Life Than This”, drugi – „State of Shock”, wyciekł do internetu). Mercury powiedział o nich: Chciałbym kiedyś wydać coś firmowanego przez Michaela i mnie, bo wspaniale się z nim pracuje. Niewiele brakowało, a wziąłbym udział w nagraniu „Thrillera”! Pomyśleć tylko o tantiemach, które mnie ominęły.

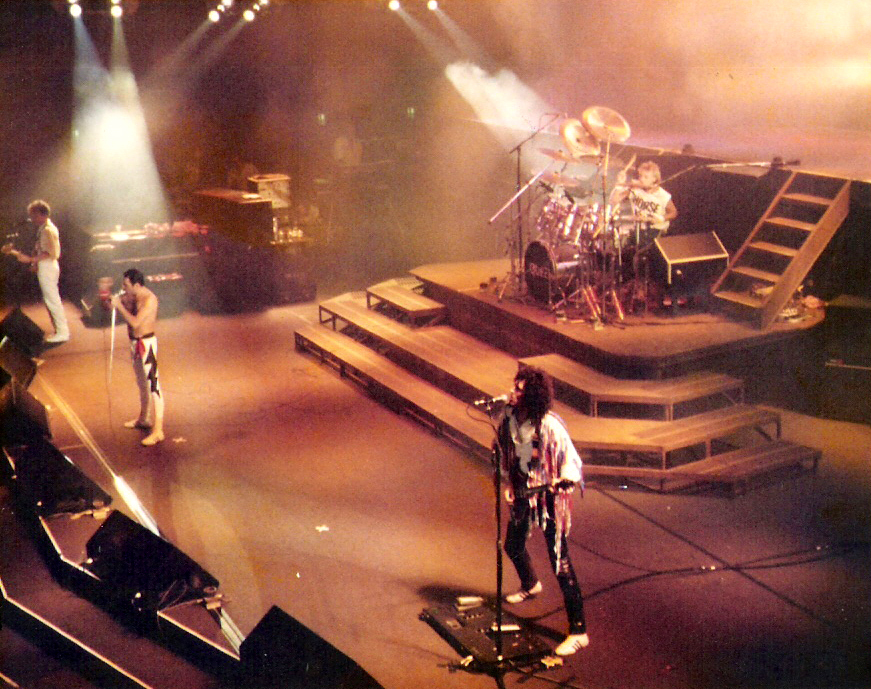
Queen na koncercie we Frankfurcie w 1984

W 1982 wydali album pt. Hot Space, który nagrali w Monachium i który był utrzymany w stylu funk i dance. Materiał z płyty spotkał się z niezbyt entuzjastycznym przyjęciem fanów i krytyków, szczególnie w Ameryce. Taylor stwierdził: Uświadomiliśmy sobie, że nie był on tym, czego oczekiwała i spodziewała się po nas nasza publiczność. Choć nagrali teledyski do piosenek „Backchat”, „Calling All Girls” i „Body Language”, największą popularność zdobyły inne utwory, niepasujące do nowego stylu grupy – „Under Pressure”, „Las Palabras de Amor” czy „Put Out the Fire”. Po wydaniu płyty muzycy ruszyli w trasę koncertową Hot Space Tour, a ich supportem przed występami często był Billy Squier, dla którego Mercury i Taylor nagrali chórki do tytułowej piosenki z płyty Emotions in Motion. Po zakończeniu amerykańskiej części trasy jesienią 1982 zespół dał swój pierwszy i jedyny w karierze występ telewizyjny na żywo w USA, goszcząc w programie Saturday Night Live, w którym wykonał piosenki „Crazy Little Thing Called Love” i „Under Pressure”. Następnie zagrali serię koncertów w Japonii. Po zakończeniu wyczerpującej trasy postanowili nie koncertować w 1983. Zespół był bliski rozwiązania ze względu na narastające konflikty wewnętrzne. May stwierdził: Nie chcieliśmy rozwiązywać zespołu, czuliśmy bowiem, że byłby to wielki błąd. Talent pojedynczych muzyków nie ma znaczenia, zespół to coś więcej niż jego poszczególni członkowie. Mercury wyjaśniał: Nie, nie było mowy o rozwiązaniu zespołu. Byliśmy na to za starzy. Czy możecie sobie wyobrazić założenie nowej grupy, gdy dobiega się czterdziestki?. Zamiast tego członkowie zespołu pracowali nad swoimi solowymi projektami – May wspólnie m.in. z Eddiem Van Halenem i Alanem Gratzerem (REO Speedwagon) nagrał album Star Fleet Project, Deacon wystąpił gościnnie na trasie koncertowej grupy Status Quo, a Taylor wydał swój drugi album solowy pt. Strange Frontier.
W sierpniu 1983 w studiach Record Plant w Los Angeles rozpoczęli pracę nad nową płytą, realizując tym samym swoje pierwsze nagrania poza Europą. Nowy materiał stanowił powrót do tradycyjnego brzmienia Queen po eksperymencie, jakim był Hot Space, jednak zespół nie zrezygnował całkowicie z syntezatorów. W styczniu 1984 w Musicland Studios w Niemczech zakończyli pracę nad albumem. Produkcją płyty zajmował się sam zespół (z pomocą Macka), podobnie jak projektem okładki, na której znalazły się zdjęcia autorstwa George’a Hurrella. Album pt. The Works wydali w 1984 i promowali go singlami: „Radio Ga Ga” (mającym wyrazić sprzeciw grupy wobec sposobu programowania muzyki w rozgłośniach radiowych), „I Want to Break Free” i „It’s a Hard Life”. Do każdego z nich nakręcili teledysk, przy czym ten do „I Want to Break Free” pozostaje jednym z najpopularniejszych w dorobku Queen z uwagi na fakt, że muzycy wystąpili w nim w damskich przebraniach. W lutym wystąpili gościnnie podczas 34. Festiwalu Piosenki Włoskiej w San Remo, a w sierpniu wyruszyli w światową trasę koncertową The Works Tour, która trwała aż do maja 1985 i była jedną z najdłuższych w historii zespołu, choć nie obejmowała występów w Ameryce. Podczas trasy muzycy wykorzystali nowy zestaw świateł o większej mocy, niż dotychczas używane przez Queen, a głównymi elementami scenografii były dwa koła zębate wielkich rozmiarów oraz kurtyna z wizerunkiem wieżowców (nawiązanie do teledysku singla „Radio Ga Ga”, w którym pojawiają się fragmenty filmu Metropolis). Grupa prezentowała publiczności wszystkie utwory z nowego albumu, wyjątkiem były jedynie kompozycje „Man on the Prowl” i „Keep Passing the Open Windows” (utwór „Machines” odtwarzano na początku koncertów z taśmy). W programie trasy znalazły się m.in. występy w Sun City w Afryce Południowej, za które zespół został skrytykowany ze względu na politykę apartheidu prowadzoną przez ówczesne władze RPA. Zespół zdementował pogłoski, jakoby ich występy miały cokolwiek wspólnego z polityką, a Brian May stwierdził: Zawsze opowiadaliśmy się zdecydowanie przeciwko apartheidowi i temu, co się z nim wiąże, ale z drugiej strony poczuliśmy, że udało nam się zbudować pewien pomost pomiędzy żyjącymi tam rasami. W listopadzie wydali świąteczny singiel „Thank God It’s Christmas”.

### Późniejsze lata (1985–1989)
W styczniu 1985 zespół zagrał na festiwalu Rock in Rio. W kwietniu Freddie Mercury wydał swój pierwszy solowy album pt. Mr. Bad Guy, z którego pochodzi m.in. przebój „I Was Born to Love You”. Na rynku ukazała się gitara BBM-1 firmy Guild, wzorowana na Red Special, a Brian May wziął udział w promocji tego modelu na targach muzycznych. 13 lipca zespół wystąpił na koncercie charytatywnym Live Aid, a ich 20-minutowy show został doceniony przez prasę, która określała go jednym z najlepszych w trakcie całego wydarzenia. Udział w Live Aid zaproponował Spike Edney, który często występował z Queen na koncertach jako keyboardzista. W tym samym roku zespół wydał singiel „One Vision”. W prasie pojawiła się informacja, że utwór został zainspirowany występem na Live Aid, jednak Brian May w imieniu zespołu zdecydowanie temu zaprzeczył. Został również wydany zestaw The Complete Works, zawierający wszystkie wydane do tej pory albumy Queen, a dodatkowo także niepublikowany do tej pory materiał, w tym przede wszystkim singiel świąteczny „Thank God It’s Christmas”.

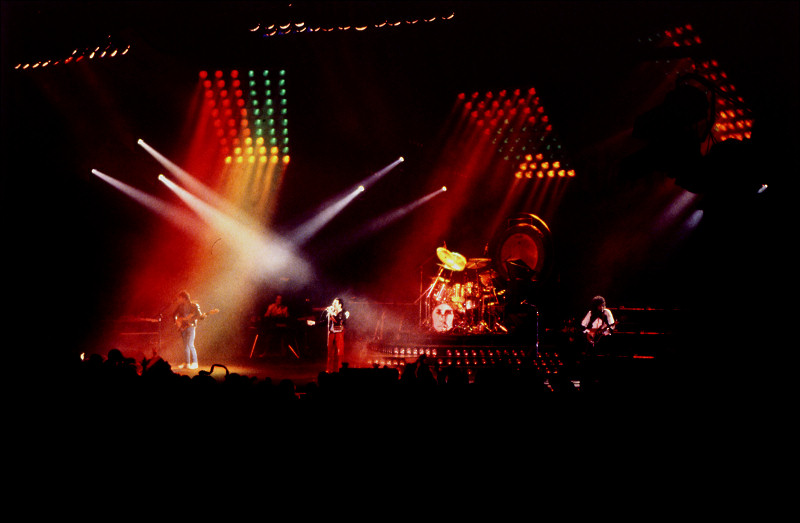
Queen na koncercie 12 kwietnia 1982

W 1986 zespół nagrał i wydał album A Kind of Magic. Większość utworów z płyty została napisana dla filmu Nieśmiertelny, chociaż na albumie zostały zamieszczone alternatywne ich wersje. Reżyser filmu, Russell Mulcahy, stwierdził, że Queen był jedynym zespołem na świecie, który mógł stworzyć tę ścieżkę dźwiękową. Oprócz utworów ze ścieżki dźwiękowej, w tym tytułowego „A Kind of Magic” oraz „Who Wants to Live Forever”, album zawiera też utwory „One Vision” oraz „Friends Will Be Friends”, które nie pojawiły się w filmie. Mulcahy nakręcił później teledysk do „A Kind of Magic” oraz „Princes of the Universe” – w tym ostatnim wystąpił Christopher Lambert, grający główną rolę w Nieśmiertelnym.
25 kwietnia odbył się zjazd Międzynarodowego Fanklubu Queen, na którym pojawiło się ponad 1000 osób. W czerwcu zespół ruszył w swoją największą (i zarazem ostatnią) trasę koncertową, Magic Tour, która trwała osiem tygodni. W programie trasy znalazły się dwa występy na stadionie Wembley (początkowo planowano tylko jeden koncert na tym stadionie, lecz po tym, jak dystrybuowane wyłącznie drogą pocztową bilety zostały błyskawicznie sprzedane, zdecydowano się poszerzyć program o drugi koncert). 9 sierpnia 1986 w parku Knebworth zagrali swój największy na terenie Wielkiej Brytanii (150-tysięczna publiczność, scena o powierzchni 560 m², 180 kolumn głośnikowych, system nagłaśniający o mocy 500 tys. watów) i zarazem ostatni, 856. koncert w historii. W roli supportu zagrała, podobnie jak miesiąc wcześniej na Wembley, grupa Status Quo, a także Big Country. W grudniu 1986 ukazał się album koncertowy Live Magic, zawierający utwory zarejestrowane podczas tej trasy. Sam zespół natomiast po wyczerpującej trasie koncertowej ponownie postanowił tymczasowo zawiesić działalność. W tym czasie trwały prace nad solowymi projektami muzyków. Roger Taylor sformował własny zespół, The Cross, w którym był wokalistą i grał na gitarze rytmicznej. Freddie Mercury nagrał własną wersję utworu „The Great Pretender”, która została wydana jako singiel w 1987 i okazała się największym sukcesem solowym wokalisty. W 1988 do sprzedaży trafił album Barcelona, na którym Mercury śpiewa w duecie z Montserrat Caballé. Wokalista Queen wystąpił również gościnnie na singlu „Heaven for Everyone” grupy The Cross. W listopadzie wydano 12 singli Queen z wcześniejszych lat na 3-calowych płytach kompaktowych, z których każda zawierała (oprócz utworów ze stron A i B winylowych odpowiedników) po jednym dodatkowym utworze.
W styczniu 1988 muzycy rozpoczęli pracę nad kolejną płytą, którą skończyli nagrywać w 1989. Album The Miracle miał premierę 22 maja 1989 i był promowany aż przez pięć singli: „I Want It All”, „Breakthru”, „The Miracle”, „The Invisible Man” i „Scandal”, do których nagrali teledyski. Pierwszy z wideoklipów ukazał się 2 maja, pozostałe już po wydaniu The Miracle. Począwszy od tego albumu, zespół podpisywał się pod utworami wspólnie zamiast wymieniać nazwisko głównego autora. Jak wyjaśnił May: Chcieliśmy nagrać prawdziwie demokratyczny album i każdy z nas zaangażował się w proces pisania utworów. Stworzyliśmy poczucie prawdziwej jedności, bez żadnych egoistycznych ciągotek. Album dotarł do pierwszego miejsca na brytyjskiej liście sprzedaży. W sierpniu ukazała się wideokaseta Rare Live, zawierająca rzadko wykonywane, koncertowe wersje utworów Queen, w tym pierwszą rejestrację wideo zespołu z 1973. W grudniu wydano album Queen at the Beeb z ośmioma utworami nagranymi dla programu BBC Radio One, „Sounds of the Seventies” w 1973. Zespół zdecydowanie zaprzeczył pogłoskom o złym stanie zdrowia Mercury’ego i jeszcze przed świętami Bożego Narodzenia rozpoczął nagrania do następnego albumu.

### Ostatnie albumy (1990–1997)
Wycofanie się Mercury’ego z życia publicznego w 1988 szybko zostało zauważone przez prasę, która zaczęła szerzyć pogłoski, że wokalista Queen poważnie choruje. Plotki przybrały na sile po występie Queen na ceremonii rozdania Brit Awards za wkład w rozwój brytyjskiego przemysłu muzycznego (18 lutego 1990). Mimo rzeczywiście pogarszającego się stanu zdrowia, Mercury kontynuował pracę nad kolejnymi nagraniami z zespołem.

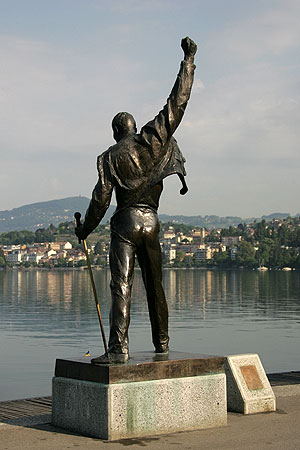
Statua Freddiego Mercury’ego w Montreux

W listopadzie nieznany wcześniej raper Vanilla Ice zdobył szczyt brytyjskiej listy przebojów utworem „Ice Ice Baby”, opartym na wykorzystanym bez zgody zespołu riffie z „Under Pressure”. Brian May ocenił: Pomyślałem, że może i jest to interesujące, ale nikt tego nie kupi, bo to prawdziwe dziadostwo. W grudniu 1990 ukazała się kaseta VHS Queen at Wembley zawierająca mocno okrojone nagranie koncertu z 1986.
Na początku 1991 muzycy wydali album pt. Innuendo, który był utrzymany w znacznie poważniejszym tonie niż wcześniejsze albumy Queen. Osiągnął natychmiastowy sukces komercyjny, docierając do pierwszego miejsca brytyjskiej listy przebojów po 12 dniach. W trzech teledyskach, nakręconych do utworów wydanych jako single („Headlong”, „I’m Going Slightly Mad”, „These Are the Days of Our Lives”), wystąpił jeszcze Freddie Mercury – wyraźnie wychudzony, z ostrym makijażem, mającym ukryć skutki choroby. Pozostałe teledyski („Innuendo”, „The Show Must Go On”) zostały zmontowane ze starszych materiałów filmowych. W październiku ukazał się drugi album kompilacyjny, Greatest Hits II oraz zestaw Box of Flix.
23 listopada 1991 Freddie Mercury podał do publicznej wiadomości, za pośrednictwem Press Association, oświadczenie o swojej chorobie. Nieco ponad 24 godziny później zmarł w swoim domu w Kensington w Londynie. Krótko po śmierci Mercury’ego został wydany okolicznościowy singiel – „Bohemian Rhapsody” / „These Are the Days of Our Lives”, a przychód z jego sprzedaży (ok. 1 mln funtów) został przeznaczony na walkę z AIDS.
12 lutego 1992 May i Taylor w imieniu zespołu odebrali kolejną nagrodę Brit Awards, tym razem za singiel roku („These Are the Days of Our Lives”). 20 kwietnia na stadionie Wembley w Londynie odbył się koncert poświęcony pamięci Freddiego Mercury’ego, a oprócz pozostałych członków Queen wystąpili na nim: Def Leppard, Lisa Stansfield, Elton John, David Bowie, Robert Plant, Tony Iommi, Annie Lennox, Guns N’ Roses, Extreme, Roger Daltrey, George Michael, Ian Hunter, Mick Ronson, Zucchero, Metallica, Liza Minnelli, Elizabeth Taylor, Spinal Tap.
11 maja 1992 firma Star Direct wydała box Box of Tricks zawierający: czarną koszulkę z nadrukowaną nazwą zespołu, emaliowaną odznakę, naszywkę, plakat zawierający reprodukcje okładek singli i albumów zespołu, książkę z fotografiami z całej historii grupy (bez tekstu) oraz wideokasetę Live at the Rainbow oraz CD (lub audio) zawierające remiksy dwunastu utworów Queen. Jednak ten box można było tylko zamówić drogą pocztową, gdyż nie pojawił się w normalnej sieci dystrybucyjnej. 18 maja ukazał się album Live at Wembley ’86, zawierający zapis z koncertu grupy na stadionie Wembley z 12 lipca 1986.
W 1995 ukazał się ostatni album studyjny Queen pt. Made in Heaven. Zawiera ostatnie nagrania zespołu z 1991, a także wcześniejsze, opracowane na nowo solowe utwory członków zespołu i utwory odrzucone z poprzednich albumów. 19 marca 1996 podczas uroczystości odbywającej się w Teatrze Polskim w Warszawie Taylor i May odebrali nagrodę Fryderyki 1995 w kategorii „najlepszy album zagraniczny” (za Made in Heaven). W 1997 powstał ostatni utwór pod szyldem Queen – „No-One but You (Only the Good Die Young)”, dedykowany Mercury’emu i zamieszczony później na składance przebojów pt. Queen Rocks. Po nagraniu tego utworu John Deacon wycofał się z życia publicznego, a Brian May i Roger Taylor postanowili kontynuować działalność jako „Queen +” (z innymi muzykami, oficjalnie niebędącymi członkami Queen).

### Po 1997
15 września 1998 Brian May rozpoczął trasę koncertową, promując swój solowy album Another World. 1 listopada wyszedł singiel zawierający zremiksowaną wersję utworu „Another One Bites The Dust”, a w którego nagraniu, obok Queen, wzięli udział raperzy: Wyclef Jean, Pras i Free. 24 listopada ukazał się box The Crown Jewels zawierający osiem albumów zespołu: od Queen do The Game. 8 listopada 1999 ukazała się kolekcja 17 przebojów grupy – Greatest Hits III, na której zawarto także solowe nagrania członków zespołu. 20 listopada ukazała się wideokaseta Greatest Flix III, towarzysząca Greatest Hits III. 6 grudnia ukazał się singiel, zawierający zremiksowaną wersję utworu „Under Pressure” oraz (na stronie B) piosenki: „Bohemian Rhapsody” i „Thank God It’s Christmas”. 24 września w Stanach Zjednoczonych oraz 13 listopada 2000 w Anglii ukazało się wydawnictwo The Platinum Collection, zawierające trzy albumy: Greatest Hits, Greatest Hits II i Greatest Hits III.
19 marca 2001 Brian May i Roger Taylor reprezentowali zespół w trakcie wprowadzania do Rock and Roll Hall of Fame w Nowym Jorku, a w imieniu Mercury’ego certyfikat odebrała jego matka – Jer Bulsara. Wprowadzenia Queen dokonali muzycy Foo Fighters, później odbył się ich wspólny występ. W tym samym roku w Japonii ukazało się wznowienie albumów Queen z 24-bitowym remasteringiem. W listopadzie ukazała się pierwsza płyta DVD-Audio zespołu, A Night at the Opera. W 10. rocznicę śmierci Mercury’ego z inicjatywy Międzynarodowego Fanklubu Queen odbył się koncert ku pamięci wokalisty w londyńskim klubie Ocean, w którym w hołdzie artyście wystąpili Mat i Taylor, a także SAS Band i Bruce Dickinson.
W latach 2002–2014 w Londynie był wystawiany musical We Will Rock You, który bazuje na przebojach Queen i za którego produkcję odpowiadali członkowie zespołu oraz aktor Robert De Niro. Po sukcesie przedstawienia musical został wystawiony w lokalnych wersjach w krajach, takich jak Hiszpania, Rosja, Niemcy, RPA, Australia, Japonia, Stany Zjednoczone, Szwajcaria czy Kanada.
30 kwietnia 2002 wystąpili w koncercie Queen’s Day w Amsterdamie w ramach obchodów urodzin królowej Holandii. Tego samego dnia ukazał się album A Night at the Opera w formacie DVD-Audio. 13 maja ukazała się płyta DVD z zapisem koncertu The Freddie Mercury Tribute Concert z 20 kwietnia 1992. 3 czerwca Brian May i Roger Taylor wystąpili z obsadą musicalu We Will Rock You na organizowanym w Pałacu Buckingham koncercie Party at the Palace w ramach obchodów 50-lecia panowania królowej Elżbiety II. W październiku Taylor i May wykonali odciski swoich dłoni na Hollywood Walk of Fame w Los Angeles; gwieździe Queen nadano numer 2207.
12 października 2002 ukazało się w formacie DVD wydawnictwo Greatest Video Hits 1, będące odpowiednikiem wideokasety Greatest Flix z 1981. 17 czerwca 2003 ukazało się na DVD wydawnictwo Live at Wembley Stadium, będące odpowiednikiem wideokasety Queen at Wembley z 1990 i stanowiące pełny zapis koncertu zespołu na stadionie Wembley w 1986. 25 listopada 2003 ukazało się na DVD wydawnictwo Greatest Video Hits 2 zawierające 17 teledysków grupy z lat 1981–1989. W tym samym roku ukazał się album The Game w formacie DVD-Audio. 9 marca 2004 ukazało się w Japonii w formacie DVD wydawnictwo Jewels zawierające 16 teledysków Queen. 7 czerwca ukazało się kolejne wydawnictwo Queen w formacie DVD: We Are the Champions: Final Live in Japan, dokumentujące koncert w Tokio na Yoyogi National Stadium 11 maja 1985. 17 sierpnia ukazał się album Greatest Hits (We Will Rock You Edition), na którym zawarto wszystkie nagrania z albumu Greatest Hits oraz studyjną wersję utworu „I’m in Love With My Car” i koncertowe wersje utworów „Under Pressure” i „Tie Your Mother Down”.
24 września 2004 May wystąpił z Paulem Rodgersem w koncercie urodzinowym Fender Stratocaster, po którym pojawił się pomysł powrotu Queen na scenę muzyczną z Rodgersem w roli wokalisty. 25 października zostało wydane w Europie w formacie DVD wydawnictwo Queen on Fire – Live at the Bowl zawierające zapis koncertu zespołu w Milton Keynes Bowl w Milton Keynes 5 czerwca 1982. 29 października w Niemczech w wywiadzie padła pierwsza zapowiedź trasy koncertowej z Paulem Rodgersem. 11 listopada zespół Queen został wprowadzony do UK Music Hall Of Fame. 11 grudnia muzycy potwierdzili informację o wyruszeniu w trasę koncertową w następnym roku. May ogłosił reaktywację zespołu pod nazwą Queen + Paul Rodgers, dla zaznaczenia faktu, że wokalista Paul Rodgers (wcześniej śpiewający we Free i Bad Company) nie zamierza zastąpić Mercury’ego.

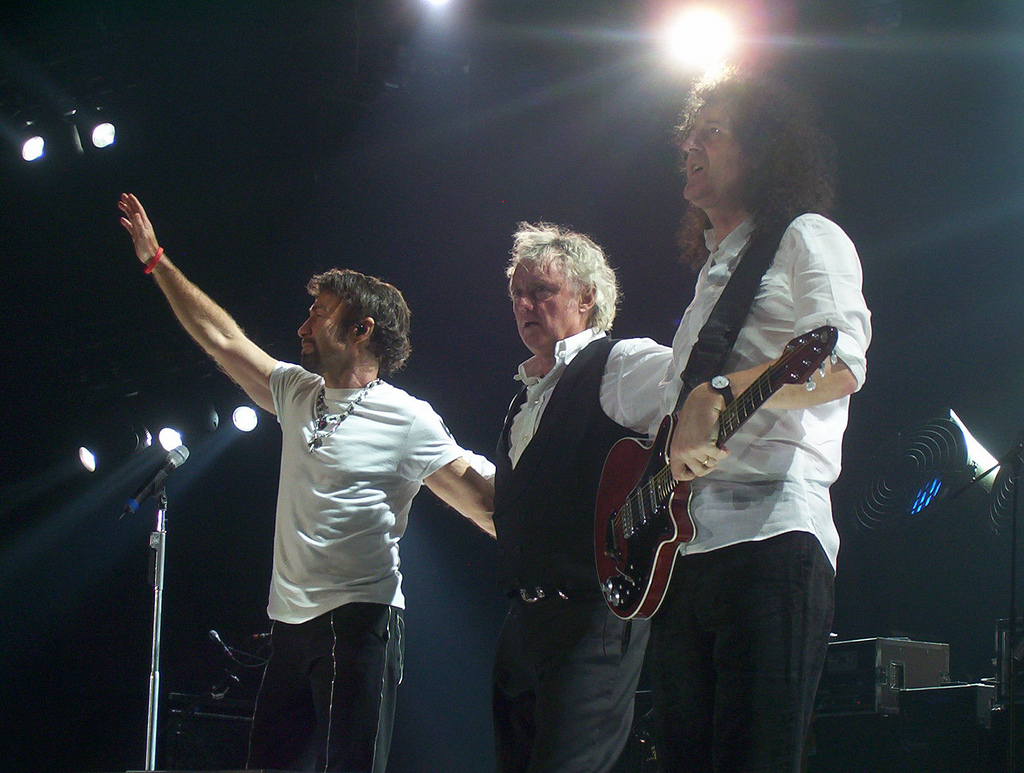
Paul Rodgers, Roger Taylor i Brian May (2005)

W 2005 w Japonii ukazał się kompilacyjny album Jewels II zawierający 18 utworów grupy z lat 70. i 80., a także tytułowy utwór z albumu Made in Heaven oraz zremiksowaną wersję utworu „Teo Torriatte”. Później ukazały się dwa single zawierające koncertowe nagrania Queen + Paul Rodgers z koncertu w Sheffield w maju 2005; 19 września ukazało się w formacie CD, a 7 listopada w formacie DVD ukazało się wydawnictwo Return of the Champions dokumentujące ten koncert.
W marcu i kwietniu 2006 Queen + Paul Rodgers zagrali łącznie 23 koncerty w USA i Kanadzie. 3 kwietnia ukazało się wydawnictwo The Making of A Night at the Opera z materiałem z albumu A Night at the Opera. 11 kwietnia ukazała się kolekcja pt. Stone Cold Classics, na której umieszczono 12 przebojów Queen oraz dwa utwory Queen + Paul Rodgers. 28 kwietnia ukazało się wyłącznie w formacie DVD kolejne koncertowe wydawnictwo Queen + Paul Rodgers: Super Live in Japan z rejestracją koncertu zespołu w Saitama Super Arena w Saitamie z 27 października 2005. 25 maja zespół Queen otrzymał nagrodę VH1 Rock Honors, a gala z uroczystości została pokazana w amerykańskiej wersji VH1 30 maja 2006; Queen wystąpił na gali z Paulem Rodgersem i Foo Fighters.
10 lipca 2007 ukazała się kolekcja 11 przebojów grupy pt. The A-Z of Queen, Volume 1. W październiku 2007 ukazało się w formacie DVD wydawnictwo Queen Rock Montreal, zawierające zapis koncertu zespołu w Montrealu z 24 listopada 1981. W listopadzie 2007 w Surrey w domowym studiu Taylora grupa Queen + Paul Rodgers rozpoczęła sesje nagraniowe do longplaya The Cosmos Rocks. 31 grudnia 2007 ukazał się debiutancki studyjny singiel kolektywu z nagraną na nowo wersją utworu ”Say It’s Not True”, napisaną dla Nelsona Mandeli.
W 2008 w Japonii ukazał się album kompilacyjny z 11 przebojami grupy In Vision. W sierpniu 2008 zostały ukończone sesje nagraniowe longplaya The Cosmos Rocks. 8 września ukazał się drugi singiel Queen + Paul Rodgers z utworem „C-lebrity”. Album ukazał się 15 września 2008. Ukazały się jeszcze trzy single z albumu: „Call Me”, „Warboys” i „We Believe” (ten ostatni utwór został wydany na singlu tylko we Włoszech). Wraz z ukazaniem się albumu Queen + Paul Rodgers we wrześniu rozpoczęli trasę koncertową The Cosmos Rocks Tour obejmującą Europę, Bliski Wschód i Amerykę Południową. 20 września 2008 miał się odbyć koncert w Gdańsku, został on jednak odwołany związku z problemami ze sponsorem.
W maju 2009 została zakończona działalność Queen + Paul Rodgers. 15 czerwca 2009 ukazało się
w formacie CD i DVD wydawnictwo Live in Ukraine, zawierające zapis koncertu Queen + Paul Rodgers z Charkowa z 12 września 2008. 8 lipca 2009 wszystkie płyty Queen w Polsce z wyjątkiem Greatest Hits i Greatest Hits II uzyskały status Platynowej Płyty. 11 listopada 2009 ukazał się album kompilacyjny Absolute Greatest, zawierający 20 największych przebojów grupy, które wybrali Brian May i Roger Taylor. 24 listopada w Feltham odsłonięto płytę pamiątkową, wykonaną z granitu poświęconą pamięci Mercury’ego. Na ceremonii odsłonięcia płyty byli obecni Jer Bulsara i Brian May.
W styczniu 2010 Brian May wystąpił na ostatnim przedstawieniu musicalu We Will Rock You w Irlandii. W maju 2010 Brian May i Roger Taylor wzięli udział w rocznicowym przedstawieniu musicalu We Will Rock You oraz w koncercie zespołu Taylor Hawkins & the Coattail Riders w Londynie. W sierpniu 2010 nakładem portugalskiej firmy Works ukazało się w formacie DVD wydawnictwo Queen – Classic Trax, zawierające ponad 40 minut filmowego materiału poświęconego Queen. Obok Queen na płycie zawarto materiały poświęcone: Thin Lizzy, Cheap Trick, The Doors, Billy’emu Idolowi, Whitesnake, Kiss i Robertowi Plantowi. We wrześniu 2010 Brian May wystąpił na muzycznej premierze musicalu „We Will Rock You” w Holandii i ostatnim przedstawieniu w Londynie oraz na koncercie z Kerry Ellis w Hyde Parku w Londynie. W październiku 2010 May wystąpił na muzycznej premierze musicalu We Will Rock You w Berlinie.
W 2011 reedycje albumów z okazji 40-lecia zespołu ukazały się pod marką wytwórni Island Records będącej częścią grupy Universal Music Group. W tym samym roku ukazały się trzy albumy kompilacyjne Deep Cuts, stanowiące przekrój całej działalności grupy i zawierające zbiór utworów z wszystkich albumów. Utwory na płytach zostały zebrane według określonych przedziałów czasowych. Ukazał się również singiel, zawierający zremasterowane wersje utworów „Keep Yourself Alive” i „Stone Cold Crazy”.
8 maja 2012, z okazji 25-lecia musicalu „Time”, do którego muzykę skomponował Freddie Mercury, ukazała się zremasterowana przez Dave’a Clarka ścieżka dźwiękowa do musicalu. Obok nagrania Freddiego w remasterze musicalu zawarto nagrania: Laurence’a Oliviera, Cliffa Richarda, Julianna Lennona, Dionne Warwick, Burta Bacharacha, Murraya Heada, Leo Sayera, Jimmy’ego Helmsa, Johna Christiego i Steviego Wondera.
10 lutego 2014 album Greatest Hits przekroczył w Wielkiej Brytanii liczbę 6 mln sprzedanych egzemplarzy, stając się najlepiej sprzedającym się albumem w Wielkiej Brytanii. Na 10. miejscu listy najlepiej sprzedających się albumów umieszczono album Greatest Hits II. W tym samym roku ukazał się album kompilacyjny Queen Forever, zawierający m.in. dwa utwory niewydane do tej pory utwory: „Let Me In Your Heart Again” i znany z solowego albumu Mercury’ego Mr. Bad Guy utwór „There Must Be More to Life Than This”, nagrany w 1982 roku przez Freddiego Mercury’ego w duecie z Michaelem Jacksonem. Utwory te wydano również jako single.
16 marca 2015 ukazał się dwupłytowy bootleg, zawierający zapis koncertu zespołu z Sun City w Południowej Afryce z 19 października 1984. Na bootlegu, obok rejestracji koncertu, zawarto wywiad z Brianem Mayem i Rogerem Taylorem.
4 listopada 2016 ukazał się zestaw Queen on Air, zawierający zmienione wersje utworów z sesji nagraniowych z lat 1973–1977, wywiady z muzykami przeprowadzone w latach 1976–1992 oraz fragmenty koncertów na hipodromie w Londynie w 1973, na stadionie Morumbi w São Paulo w 1981 i w Mannheim w Niemczech w 1986.
W listopadzie 2017 z okazji 40-lecia wydania albumu News of the World na rynek trafił box pod tym samym tytułem; zestaw zawierał płytę CD ze zremasterowanym oryginalnym materiałem z 1977, dwie płyty CD zawierające odrzucone wersje utworów z sesji nagraniowych do News of the World, nowy jednogodzinny dokument na DVD z nagraniami zza kulis koncertów północnoamerykańskiej odnogi trasy zespołu, News of the World Tour (1977–1978) oraz analogową płytę LP z niezremasterowanym materiałem pochodzącym z taśmy-matki. W 2018 nieco inna wersja tego zestawu ukazała się w Portugalii.
W lutym 2018 kompilacja The Platinum Collection osiągnęła w Polsce status platynowej, a rok później diamentowej płyty. W listopadzie 2018 dwa różne albumy Queen znalazły się jednocześnie w pierwszej dziesiątce amerykańskiej głównej listy sprzedaży, Billboard 200: ścieżka dźwiękowa do filmu Bohemian Rhapsody – trzecie miejsce, a trzypłytowa kompilacja The Platinum Collection – dziewiąte miejsce. 20 lutego 2019 album Greatest Hits osiągnął w Polsce status złotej płyty. 7 marca 2019 album ze ścieżką dźwiękową do filmu Bohemian Rhapsody osiągnął pierwsze miejsce na liście sprzedaży w Polsce. 10 marca w Wielkiej Brytanii ścieżka dźwiękowa do filmu Bohemian Rhapsody osiągnęła status platynowej płyty; na świecie sprzedano 2 225 000 egzemplarzy. 7 sierpnia album Greatest Hits osiągnął w Polsce status podwójnej złotej płyty, a album Greatest Hits II – złotej płyty. 15 sierpnia album Greatest Hits zdobył w Polsce status potrójnej złotej płyty. W drugi dzień świąt Bożego Narodzenia 2019 r. kompilacja The Platinum Collection osiągnęła w Polsce status srebrnej płyty. 3 stycznia 2020 kompilacja The Platinum Collection osiągnęła status podwójnej srebrnej płyty, 20 lutego album Greatest Hits II – podwójnej złotej płyty, zaś tydzień później – podwójnej srebrnej płyty. 9 kwietnia album Greatest Hits II zdobył w Polsce potrójną platynową płytę. 30 lipca album Greatest Hits II miał w Polsce potrójną srebrną płytę, a 17 sierpnia czterokrotną platynową płytę. 21 sierpnia ukazał się singiel "You Are The Champions", nagrany przez Queen + Adam Lambert, z którego dochód został przekazany na walkę z pandemią COVID-19. 10 października składanka Queen + Adam Lambert Live Around the World w Wielkiej Brytanii zdobyła złoto oraz (w wersji winylowej) srebro. W 2021 reedycja składanki Greatest Hits osiągnęła 11. miejsce na brytyjskiej liście sprzedaży. 9 lipca 2021 album Greatest Hits zdobył (w wersji winylowej) złoto w Top 40 najlepszych albumów w Wielkiej Brytanii i srebro w Top 100. 11 lipca 2021 album Greatest Hits osiągnął drugie miejsce na brytyjskiej liście sprzedaży. W październiku ukazały się single z przebojami skomponowanymi przez członków Queen na kolorowych winylach. 26 listopada 2022 piosenka "Face It Alone" zajęła 1. miejsce na brytyjskiej liście przebojów; natomiast album The Miracle zdobył w wersji winylowej srebro. 6 października 2023 w USA ukazał się singiel z piosenką "Cool Cat".  10 listopada ukazał się w wersji cyfrowej singiel z piosenką "Machines (Or Back To Humans)".
27 marca 2024 w Japonii ukazał się bootleg zawierający nagrania z dwóch koncertów Queen + Adam Lambert w Tokio. 20 kwietnia ponownie ukazał się singiel "Cool Cat" na różowym winylu. 26 kwietnia singiel "Cool Cat" otrzymał w Wielkiej Brytanii status platynowej płyty, zaś 24 maja ponownie się ukazał na 7-calowym różowym winylu. 4 października ukazał się singiel z piosenką "The Night Comes Down". 25 października ukazał się box Queen I, zawierający: dema z sesji w studiu De Lane Lea, płytę z instrumentalnymi wersjami utworów z debiutanckiego albumu grupy, płytę z koncertowymi wersjami, debiut grupy w wersji winylowej, książkę ze zdjęciami zespołu z 1973 r.,  plakat i cztery zdjęcia.
6 lutego 2025 ukazał się zestaw "De Lane Lea Demos", zawierający dema pięciu utworów z albumu Queen.

## Obecność w kulturze popularnej

### Film
Utwory Queen są chętnie wykorzystywane w kulturze masowej. Zespół stworzył dwie kompletne ścieżki dźwiękowe. W 1980 nagrał muzykę do filmu Flash Gordon (została wydana na albumie Flash Gordon), natomiast w 1986 nagrał specjalnie na potrzeby filmu Nieśmiertelny album A Kind of Magic, jednak nie wszystkie utwory wykorzystane w filmie znalazły się na tym albumie („Hammer to Fall” wydano na wcześniejszym albumie, a utwór „Theme from New York, New York” z filmu New York, New York w wykonaniu Queen nie został nigdy wydany).
| Rok       | Tytuł                                                                                | Wykorzystane utwory |
| --------- | ------------------------------------------------------------------------------------ | --- |
| 1978      | FM                                                                                   | We Will Rock You |
| 1980      | Flash Gordon                                                                         | Flash Gordon (album) |
| 1984      | Zemsta frajerów                                                                      | We Are the Champions |
| 1986      | Nieśmiertelny                                                                        | A Dozen Red Roses for My Darling A Kind of Magic Gimme the Prize Hammer to Fall One Year of Love Princes of the Universe motyw z New York, New York (w wyk. Queen) Who Wants to Live Forever |
| 1986      | Żelazny Orzeł                                                                        | One Vision |
| 1992      | Jaskiniowiec z Kalifornii                                                            | Stone Cold Crazy Keep Yourself Alive |
| 1992      | Przyjaciele Petera                                                                   | You’re My Best Friend |
| 1992      | Świat Wayne’a                                                                        | Bohemian Rhapsody |
| 1993      | Strzelając śmiechem                                                                  | Bohemian Rhapsody Love Kills |
| 1993      | Super Mario Bros.                                                                    | Tie Your Mother Down |
| 1993      | Szalony zięć                                                                         | Crazy Little Thing Called Love |
| 1996      | Mr. Wrong                                                                            | Crazy Little Thing Called Love |
| 1996      | Potężne Kaczory                                                                      | We Will Rock You |
| 1997      | Zabijanie na śniadanie                                                               | Under Pressure |
| 1998      | Mamuśka                                                                              | Under Pressure |
| 1998      | Mali żołnierze                                                                       | Another One Bites the Dust (remiks) |
| 1998–2006 | Różowe lata siedemdziesiąte (ósmy sezon, tytuły odcinków są nazwami utworów zespołu) | Bohemian Rhapsody Somebody to Love You’re My Best Friend Misfire Stone Cold Crazy Long Away Fun It Good Company Who Needs You Sweet Lady Good Old-Fashioned Lover Boy Killer Queen Spread Your Wings Son and Daughter Keep Yourself Alive My Fairy King Crazy Little Thing Called Love We Will Rock You Sheer Heart Attack Leaving Home Ain’t Easy Love of My Life |
| 1998–2006 | Will & Grace                                                                         | You’re My Best Friend |
| 1999      | Mickey Niebieskie Oko                                                                | We Are the Champions |
| 2000      | Przeboje i podboje                                                                   | We Are the Champions |
| 2001      | Moulin Rouge!                                                                        | The Show Must Go On |
| 2001      | Obłędny rycerz                                                                       | We Will Rock You We Are the Champions |
| 2001      | Superzioło                                                                           | Bicycle Race |
| 2003      | Czarna kula                                                                          | Don’t Stop Me Now |
| 2004      | Dziewczyna z sąsiedztwa                                                              | Under Pressure |
| 2004      | Ella zaklęta                                                                         | Somebody to Love |
| 2004      | Super Size Me                                                                        | Fat Bottomed Girls |
| 2004      | Wysyp żywych trupów                                                                  | Don’t Stop Me Now You’re My Best Friend |
| 2005      | Fałszywa dwunastka II                                                                | Under Pressure |
| 2005      | Kurczak Mały                                                                         | We Are the Champions |
| 2005      | Pacyfikator                                                                          | We Will Rock You |
| 2005      | Tygrysy murawy                                                                       | We Are the Champions |
| 2006      | Happy Feet: Tupot małych stóp                                                        | Somebody to Love |
| 2006      | Miłość na zamówienie                                                                 | Crazy Little Thing Called Love |
| 2006      | Sztuka zrywania                                                                      | You’re My Best Friend Crazy Little Thing Called Love |
| 2006      | Na imię mi Earl (odcinek Something To Live For)                                      | You’re My Best Friend |
| 2006      | Orły z Bostonu (odcinek Deep End of the Poole)                                       | You’re My Best Friend |
| 2006      | Zoom: Akademia superbohaterów                                                        | Under Pressure |
| 2007      | Ostrza chwały                                                                        | Flash’s Theme |
| 2007      | Państwo młodzi: Chuck i Larry                                                        | Under Pressure |
| 2007      | The Alps                                                                             | Who Wants to Live Forever It’s a Beautiful Day Bijou Don’t Stop Me Now |
| 2008      | Co się zdarzyło w Las Vegas                                                          | We Are the Champions |
| 2011      | Sucker Punch (ścieżka dźwiękowa)                                                     | I Want It All We Will Rock You |
| 2013      | The Alps – Climb of Your Life                                                        | Last Horizon Ride the Wild Wind Who Wants to Live Forever Bijou Don’t Stop Me Now It’s a Beautiful Day |
| 2017      | T2 Trainspotting                                                                     | Radio Ga Ga |
| 2017      | Sherlock (odcinek The Final Problem)                                                 | I Want to Break Free |
| 2017      | American Crime Story (odcinek The People vs OJ Simpson)                              | Another One Bites the Dust |
| 2017      | Baby Driver                                                                          | Brighton Rock |
| 2019      | Shazam!                                                                              | Don’t Stop Me Now |
| 2021      | Cruella                                                                              | Stone Cold Crazy |
| 2021      | Rick i Morty                                                                         | Who Wants to Live Forever |
| 2022      | Aftersun                                                                             | Under Pressure |

Zespół zamierzał stworzyć muzykę do filmu „Hotel New Hampshire”, jednak plany te zostały zarzucone. Jeden z nagranych na potrzeby tego projektu utworów, Keep Passing the Open Windows został zamieszczony na albumie The Works.

#### Bohemian Rhapsody
W 2010 ogłoszono, iż powstanie film fabularny opowiadający historię zespołu Queen, skupiający się głównie na wokaliście i frontmanie grupy – Freddiem Mercurym. Początkowo rolę Mercury’ego miał zagrać Sacha Baron Cohen, lecz ostatecznie w roli frontmana został obsadzony Rami Malek, znany m.in. z filmu Noc w muzeum czy z cieszącego się uznaniem krytyków serialu Mr. Robot. W rolach pozostałych członków zespołu wystąpili Gwilym Lee (jako Brian May), Ben Hardy (jako Roger Taylor) i Joseph Mazzello (jako John Deacon). Film nosi tytuł Bohemian Rhapsody (pochodzący od jednego z najpopularniejszych utworów grupy), a jego światowa premiera odbyła się 24 października 2018. Obraz został ciepło przyjęty przez krytyków i otrzymał szereg nagród m.in. 4 Oscary i 2 Złote Globy, w tym dla aktora wcielającego się w wokalistę zespołu. Produkcja zarobiła też blisko 904 miliony dolarów stając się najbardziej dochodowym filmem biograficznym w całej historii kina.

### Teatr

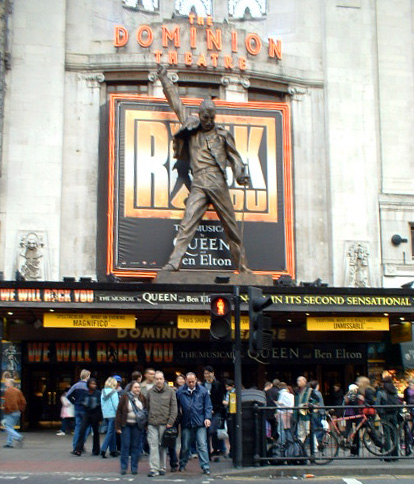
Dominion Theatre podczas wystawiania musicalu We Will Rock You

W 2002 w Dominion Theatre w Londynie odbyła się premiera musicalu We Will Rock You opartego na piosenkach grupy Queen. Muzyka do przedstawienia została napisana przez brytyjskiego komika i pisarza, Bena Eltona we współpracy z Brianem Mayem i Rogerem Taylorem. Producentem był Robert De Niro. Spektakl był wystawiany na całym świecie.
Premiera musicalu odbyła się w 50. rocznicę objęcia brytyjskiego tronu przez królową Elżbietę II. Ostatni występ miał się odbyć w 2006, ale na żądanie publiczności anulowano te plany.
W ramach jubileuszu Brian May wykonał na swojej gitarze Red Special utwór „God Save the Queen” z dachu Buckingham Palace.
W Budapeszcie organizowany był spektakl laserowy do muzyki Queen w Lasertheater, który wyświetlano w latach 1994–2010.

### Gry komputerowe
W 1998 amerykańskie przedsiębiorstwo Electronic Arts wydało grę Queen: The eYe zawierającą muzykę zespołu Queen. Ukazała się ona na 5 płytach CD w Europie, Azji i Australii. Jest to gra typu role-playing z akcją osadzoną w bliskiej przyszłości, w której głównym celem jest pokonanie potwora o nazwie Death on Two Legs.
Wicedyrektor ds. marketingu w Electronic Arts, Tom Stone, stwierdził, że do momentu wydania Queen: The eYe było tylko kilka przypadków współpracy muzyków z producentami gier, ale żaden nie wykorzystał w takim stopniu mocnych stron obu tych mediów. Pomimo tego, gra okazała się komercyjną porażką. Stworzenie ścieżki dźwiękowej składającej się z utworów Queen (na potrzeby gry zremiksowanych do instrumentalnych wersji) zostało pozytywnie przyjęte, lecz niedopracowana rozgrywka i nieatrakcyjna oprawa graficzna (proces produkcji gry był tak długi, że grafika w momencie premiery wydawała się już przestarzała) zadecydowały o niskim zainteresowaniu grą.
Muzyka Queen jest też obecna w ścieżce dźwiękowej do gry Grand Theft Auto IV wydanej w 2008 roku – utwór „One Vision” można usłyszeć w stacji radiowej Liberty Rock Radio, gdzie didżejem jest Iggy Pop. Inna piosenka Queen, „Radio Ga Ga”, pojawia się w zwiastunie i w samej grze Grand Theft Auto V.
Utwory Queen można zagrać w serii Guitar Hero. W 2009 udostępniono do ściągnięcia, jako dodatek do Guitar Hero World Tour, zestaw Queen Track Pack, zawierający „We Are the Champions”, „Fat Bottomed Girls”, a także „C-lebrity” z repertuaru Queen + Paul Rodgers.
Utwór „We Are the Champions” znalazł się w grze Rocksmith 2014 Edition.

### Wpływ na innych muzyków
Queen był wymieniany wśród zespołów mających wpływ na kształtowanie się takich gatunków, jak hard rock, heavy metal, pop-rock i rock progresywny. Wielu innych wykonawców muzycznych wskazywało na Queen jako źródło swoich inspiracji. Ponadto wykonawcy utrzymujący, że Queen wywarł na nich istotny wpływ, zaliczani są do różnych gatunków muzycznych, wywodzą się z różnych krajów i różnych pokoleń.

Nie wiem, gdzie byłbym, gdybym jako dzieciak nie miał tekstów Freddiego Mercury’ego, których mogłem się trzymać. To mnie nauczyło wszystkich form muzyki… to otworzyło mi umysł. Naprawdę, nigdy w życiu nie miałem większego nauczyciela.

Wśród muzyków, którzy powołują się na wpływ muzyki Queen na własną twórczość, znaleźli się między innymi:
Anthrax,
Ben Folds Five, Blind Guardian, Def Leppard, Extreme, Foo Fighters, Guns N’ Roses, Helloween, Iron Maiden,
Judas Priest, Kansas,
Katy Perry, Kurt Cobain,
Metallica, Mika, Radiohead, The Smashing Pumpkins,
Styx, Van Halen, Yngwie Malmsteen.
Metallica nagrała cover utworu „Stone Cold Crazy”, który pojawił się najpierw na albumie Rubáiyát: Elektra’s 40th Anniversary w 1990 i zdobył nagrodę Grammy w 1991.
We wczesnych latach 70. Queen znalazł się wśród zespołów popularyzujących hard rock i przyspieszających jego ewolucję, odcinając się od bluesowych korzeni tego gatunku.

## Osiągnięcia

### Nagrody
| Data | Kraj              | Nagroda                                                  | Opis |
| ---- | ----------------- | -------------------------------------------------------- | --- |
| 1975 | Wielka Brytania   | Zespół roku                                              | Wyróżnienie przyznane przez czasopismo „Melody Maker”                                                             |
| 1975 | Wielka Brytania   | Ivor Novello Awards                                      | Dla Mercury’ego za utwór „Killer Queen”                                                                           |
| 1975 | Belgia            | Golden Lion Award                                        | Dla Mercury’ego za utwór „Killer Queen”                                                                           |
| 1976 | Wielka Brytania   | Ivor Novello Awards                                      | Dla Mercury’ego za utwór „Bohemian Rhapsody”                                                                      |
| 1977 | Wielka Brytania   | Brit Awards                                              | Najlepszy brytyjski singiel („Bohemian Rhapsody”)                                                                 |
| 1981 | Wielka Brytania   | Nagroda Brytyjskiej Akademii Sztuk Filmowych (nominacja) | Za muzykę do filmu Flash Gordon                                                                                   |
| 1981 | Kanada            | Nagroda Juno (nominacje)                                 | W kategoriach: Najlepszy singiel roku („Another One Bites the Dust”), Najlepszy album zagraniczny roku (The Game) |
| 1981 | Stany Zjednoczone | American Music Awards                                    | W kategorii Ulubiony singiel pop/rock za utwór „Another One Bites the Dust”                                       |
| 1986 | Wielka Brytania   | British Video Awards                                     | Najlepszy muzyczny film wideo (Live in Rio)                                                                       |
| 1987 | Wielka Brytania   | Ivor Novello Awards                                      | Za wybitny wkład w brytyjską muzykę                                                                               |
| 1987 | Wielka Brytania   | British Video Awards                                     | Najlepszy muzyczny film wideo (Live in Budapest)                                                                  |
| 1990 | Wielka Brytania   | Brit Awards                                              | Za wybitny wkład w brytyjską muzykę                                                                               |
| 1992 | Wielka Brytania   | Brit Awards                                              | Najlepszy brytyjski singiel („These Are the Days of Our Lives”)                                                   |
| 1992 | Stany Zjednoczone | MTV Video Music Awards                                   | W kategorii Best Video from a Film za teledysk „Bohemian Rhapsody”                                                |
| 2018 | Stany Zjednoczone | Grammy                                                   | Za wybitny wkład w brytyjską muzykę                                                                               |
| 2023 | Wielka Brytania   | Brit Billion                                             | Za miliard odtworzeń utworów w Wielkiej Brytanii                                                                  |
| 2025 | Szwecja           | Polar Music Prize                                        | |

### Certyfikaty
Status złotej płyty bądź platynowej płyty na dwóch najważniejszych rynkach muzycznych na świecie, w Wielkiej Brytanii i w Stanach Zjednoczonych, zdobyły następujące albumy Queen:
| Data wyd. | Album                            | Wielka Brytania           | Wielka Brytania | Stany Zjednoczone    | Stany Zjednoczone |
| Data wyd. | Album                            | Wyróżnienie               | Data            | Wyróżnienie          | Data              |
| --------- | -------------------------------- | ------------------------- | --------------- | -------------------- | ----------------- |
| 1973      | Queen                            | Złota płyta               | 1977            | Złota płyta          | 1976              |
| 1974      | Queen II                         | Złota płyta               | 1975            | –                    | –                 |
| 1974      | Sheer Heart Attack               | Platynowa płyta           | 1982            | Złota płyta          | 1975              |
| 1975      | A Night at the Opera             | Platynowa płyta           | 1976            | Platynowa płyta (x3) | 2002              |
| 1976      | A Day at the Races               | Złota płyta               | 1976            | Platynowa płyta      | 2002              |
| 1977      | News of the World                | Złota płyta               | 1977            | Platynowa płyta (x4) | 2002              |
| 1978      | Jazz                             | Złota płyta               | 1978            | Platynowa płyta      | 1978              |
| 1979      | Live Killers                     | Złota płyta               | 1979            | Platynowa płyta (x2) | 2002              |
| 1980      | The Game                         | Złota płyta               | 1980            | Platynowa płyta (x4) | 2002              |
| 1980      | Flash Gordon                     | Złota płyta               | 1981            | Złota płyta          | 2002              |
| 1981      | Greatest Hits                    | Platynowa płyta (x11)     | 1992            | Platynowa płyta (x8) | 2006              |
| 1982      | Hot Space                        | Złota płyta               | 1982            | Złota płyta          | 1982              |
| 1984      | The Works                        | Platynowa płyta           | 1984            | Złota płyta          | 1984              |
| 1986      | A Kind of Magic                  | Platynowa płyta (x2)      | 1986            | Złota płyta          | 2002              |
| 1986      | Live Magic                       | Platynowa płyta           | 1987            | –                    | –                 |
| 1989      | The Miracle                      | Platynowa płyta           | 1989            | –                    | –                 |
| 1991      | Innuendo                         | Platynowa płyta           | 1991            | Złota płyta          | 1991              |
| 1991      | Greatest Hits II                 | Platynowa płyta (x8)      | 2000            | Platynowa płyta (x3) | 2002              |
| 1992      | Live at Wembley ’86              | Platynowa płyta (x4, DVD) | 2005            | Platynowa płyta      | 1999              |
| 1995      | Made in Heaven                   | Platynowa płyta (x4)      | 1997            | Złota płyta          | 1996              |
| 1997      | Queen Rocks                      | Platynowa płyta           | 1998            | –                    | –                 |
| 1999      | Greatest Hits III                | Platynowa płyta           | 1999            | –                    | –                 |
| 2000      | The Platinum Collection          | Platynowa płyta (x3)      | 2003            | Platynowa płyta      | 2005              |
| 2004      | Queen on Fire – Live at the Bowl | Platynowa płyta (x3, DVD) | 2006            | –                    | –                 |

W Polsce status złotej lub platynowej płyty został przyznany następującym albumom:
- Greatest Hits (trzykrotne złoto i jednokrotna platyna)
- Greatest Hits II (trzykrotne złoto, czterokrotne srebro i pięciokrotna platyna)[209][210][209][211]
- The Freddie Mercury Tribute Concert (jednokrotne złoto)
- Greatest Video Hits 1 (jednokrotna platyna – pierwsza w Polsce za DVD dla wykonawcy muzycznego)
- Greatest Video Hits 2 (dwukrotne złoto)
- Live at Wembley Stadium (jednokrotna platyna)
- Queen Rock Montreal & Live Aid (jednokrotna platyna)
- Made in Heaven (jednokrotna platyna)
- The Platinum Collection (jednokrotne złoto i dwukrotne srebro)
- Hungarian Rhapsody: Queen Live in Budapest ’86 (jednokrotna platyna)
- Live at Wembley Stadium wydanie Universal Music Polska (jednokrotne złoto)
- Queen Forever (jednokrotne srebro)[212]

### Brytyjskie listy przebojów
Grupa Queen spędziła 1389 tygodni na UK Albums Chart, spychając na pozycję drugą dotychczasowych liderów – zespół The Beatles (1293 tygodnie). Kolejne trzy miejsca zajęli: Elvis Presley (1280 tygodni), U2 (1150 tygodni) oraz Dire Straits (1136 tygodni).
Statystyki opublikowane zostały przez wydawnictwo Guiness World Record. Wydawca David Roberts powiedział: „Jest to niesamowity wyczyn, biorąc pod uwagę fakt, że kariera Queen na liście jest o wiele krótsza niż The Beatles i Presleya”.
Poniżej wymieniono albumy i single Queen, które zdobyły pierwsze miejsce na UK Albums Chart oraz UK Singles Chart.

#### Albumy na pierwszym miejscu
- 1975: A Night at the Opera (27 grudnia)
- 1976: A Night at the Opera (17 stycznia)
- 1977: A Day at the Races (1 sierpnia)
- 1980: The Game (19 lipca)
- 1981: Greatest Hits (14 listopada)
- 1986: A Kind of Magic (4 czerwca)
- 1989: The Miracle (3 czerwca)
- 1991: Innuendo (16 lutego)
- 1991: Greatest Hits II (9 listopada)
- 1991: Greatest Hits II (7 grudnia)
- 1995: Made in Heaven (18 listopada)

#### Single na pierwszym miejscu
- 1975: „Bohemian Rhapsody” (29 listopada)
- 1981: „Under Pressure” (21 listopada)
- 1991: „Innuendo” (26 stycznia)
- 1991: „Bohemian Rhapsody” / „These Are the Days of Our Lives” (21 grudnia)

## Wyróżnienia
- 2001: zespół został wprowadzony do Rock and Roll Hall of Fame[216]
- 2002: zespół otrzymał swoją gwiazdę w Alei gwiazd w Hollywood[217]
- 2004: piosenka „Bohemian Rhapsody” została wprowadzona do Grammy Hall of Fame[218]
- 2006: zespół został uhonorowany na pierwszej ceremonii VH1 Rock Honors[219]

## Dyskografia
Albumy studyjne
- 1973: Queen
- 1974: Queen II
- 1974: Sheer Heart Attack
- 1975: A Night at the Opera
- 1976: A Day at the Races
- 1977: News of the World
- 1978: Jazz
- 1980: The Game
- 1980: Flash Gordon (album z muzyką do filmu)
- 1982: Hot Space
- 1984: The Works
- 1986: A Kind of Magic
- 1989: The Miracle
- 1991: Innuendo
- 1995: Made in Heaven

## Trasy koncertowe
W poniższej tabeli zestawiono trasy koncertowe zespołu. Nie uwzględnia ona pojedynczych koncertów (w tym występu na Live Aid z 1985), występów na festiwalach (z wyjątkiem Rock in Rio) itp.
| Lp.   | Nazwa trasy               | Miejsce           | Czas                                | Liczba koncertów |
| ----- | ------------------------- | ----------------- | ----------------------------------- | ---------------- |
| 1     | Queen Tour                | Wielka Brytania   | 13 września 1973 – 2 lutego 1974    | 35               |
| 2     | Queen II Tour             | Wielka Brytania   | 1 marca – 2 kwietnia 1974           | 22               |
| 2     | Queen II Tour             | Stany Zjednoczone | 16 kwietnia – 12 maja 1974          | 19               |
| 3     | Sheer Heart Attack Tour   | Wielka Brytania   | 30 października – 20 listopada 1974 | 30               |
| 3     | Sheer Heart Attack Tour   | Europa            | 23 listopada – 10 grudnia 1974      | 10               |
| 3     | Sheer Heart Attack Tour   | Stany Zjednoczone | 5 lutego – 6 kwietnia 1975          | 38               |
| 3     | Sheer Heart Attack Tour   | Japonia           | 19 kwietnia – 1 maja 1975           | 8                |
| 4     | A Night at the Opera Tour | Wielka Brytania   | 14 listopada 1975 – 24 grudnia 1975 | 25               |
| 4     | A Night at the Opera Tour | Stany Zjednoczone | 27 stycznia – 13 marca 1976         | 33               |
| 4     | A Night at the Opera Tour | Japonia           | 22 marca – 4 kwietnia 1976          | 11               |
| 4     | A Night at the Opera Tour | Australia         | 11–22 kwietnia 1976                 | 8                |
| 5     | UK Mini-Tour              | Wielka Brytania   | 1–18 września 1976                  | 4                |
| 6     | A Day at the Races Tour   | Stany Zjednoczone | 13 stycznia – 18 marca 1977         | 41               |
| 6     | A Day at the Races Tour   | Europa            | 8–19 maja 1977                      | 8                |
| 6     | A Day at the Races Tour   | Wielka Brytania   | 23 maja – 7 czerwca 1977            | 11               |
| 7     | News of the World Tour    | Stany Zjednoczone | 11 listopada – 22 grudnia 1977      | 26               |
| 7     | News of the World Tour    | Europa            | 12 kwietnia – 3 maja 1978           | 15               |
| 7     | News of the World Tour    | Wielka Brytania   | 6–13 maja 1978                      | 5                |
| 8     | Jazz Tour                 | Stany Zjednoczone | 28 października – 20 grudnia 1978   | 35               |
| 8     | Jazz Tour                 | Europa            | 17 stycznia – 1 marca 1979          | 28               |
| 8     | Jazz Tour                 | Japonia           | 13 kwietnia – 6 maja 1979           | 15               |
| 9     | Crazy Tour                | Wielka Brytania   | 22 listopada – 26 grudnia 1979      | 20               |
| 10    | The Game Tour             | Stany Zjednoczone | 30 czerwca – 1 października 1980    | 46               |
| 10    | The Game Tour             | Europa            | 23 listopada – 18 grudnia 1980      | 17               |
| 10    | The Game Tour             | Japonia           | 12–18 lutego 1981                   | 5                |
| 10    | The Game Tour             | Argentyna         | 28 lutego – 8 marca 1981            | 5                |
| 10    | The Game Tour             | Brazylia          | 20–21 marca 1981                    | 2                |
| 10    | The Game Tour             | Wenezuela         | 25–27 września 1981                 | 3                |
| 10    | The Game Tour             | Meksyk            | 9–17 października 1981              | 3                |
| 10    | The Game Tour             | Kanada            | 24 i 25 listopada 1981              | 2                |
| 11    | Hot Space Tour            | Europa            | 9 kwietnia – 5 czerwca 1982         | 30               |
| 11    | Hot Space Tour            | Stany Zjednoczone | 21 lipca – 15 września 1982         | 34               |
| 11    | Hot Space Tour            | Japonia           | 19 października – 3 listopada 1982  | 6                |
| 12    | The Works Tour            | Europa            | 24 sierpnia – 30 września 1984      | 23               |
| 12    | The Works Tour            | Południowa Afryka | 5–20 października 1984              | 7                |
| 12    | The Works Tour            | Brazylia          | 12 i 19 stycznia 1985               | 2                |
| 12    | The Works Tour            | Australia         | 13–29 kwietnia 1985                 | 9                |
| 12    | The Works Tour            | Japonia           | 7–15 maja 1985                      | 6                |
| 13    | Magic Tour                | Europa            | 7 czerwca – 9 sierpnia 1986         | 26               |
| Razem |                           |                   |                                     | 673              |